# 埃尔克·希普勒
埃尔克·希普勒（德語：Elke Hipler，1978年9月19日—），德国女子赛艇运动员。她曾代表德国参加世界赛艇锦标赛，获得一枚金牌、三枚银牌和二枚铜牌。她也曾参加2004年和2008年夏季奥林匹克运动会。